# Elecciones presidenciales de Estados Unidos de 2024 en Montana
Las elecciones presidenciales de Estados Unidos de 2024 en Montana se llevaron a cabo el 5 de noviembre de 2024, como parte de las elecciones presidenciales de Estados Unidos de 2024. Los votantes de Montana eligieron a los cuatro electores que los representarían en el Colegio Electoral mediante votación popular.
Montana, un estado escasamente poblado del oeste montañoso, no ha sido ganado por un candidato presidencial demócrata desde que Bill Clinton lo hizo en 1992. El estado no ha sido competitivo a nivel presidencial desde que el demócrata Barack Obama se quedó a menos de 3 puntos de ganar el estado en 2008. Los republicanos lo han ganado por dos dígitos desde 2012.

## Resultados

### Generales
| Partido                            | Partido            | Candidato                        | Votos   | %      |
| ---------------------------------- | ------------------ | -------------------------------- | ------- | ------ |
|                                    | Republicano        | Donald Trump                     | 352,079 | 58.39% |
|                                    | Demócrata          | Kamala Harris                    | 231,906 | 38.46% |
|                                    | Nosotros el Pueblo | Robert F. Kennedy Jr. (retirado) | 11,825  | 1.96%  |
|                                    | Libertario         | Chase Oliver                     | 4,275   | 0.71%  |
|                                    | Verde              | Jill Stein                       | 2,878   | 0.48%  |
| Escritos                           |                    |                                  |         |        |
|                                    |                    |                                  |         |        |
| Total                              | Total              | Total                            | 602,963 | 100    |
| Participación                      | Participación      | Participación                    | 602,963 | 75.38% |
| Registrados                        | Registrados        | Registrados                      | 799,849 |        |
|                                    |                    |                                  |         |        |
| Fuente: Montana Secretary of State |                    |                                  |         |        |

### Por condado[2]
|                 | Trump Republicano | Trump Republicano | Harris Demócrata | Harris Demócrata | Total  | Margen  | Margen |
| Condado         | Votos             | %                 | Votos            | %                | Total  | Votos   | %      |
| --------------- | ----------------- | ----------------- | ---------------- | ---------------- | ------ | ------- | ------ |
| Beaverhead      | 4,058             | 70.04             | 1,453            | 25.08            | 5,794  | 2,605   | 44.96  |
| Big Horn        | 2,188             | 48.95             | 2,112            | 47.25            | 4,470  | 76      | 1.7    |
| Blaine          | 1,526             | 50.55             | 1,348            | 44.65            | 3,019  | 178     | 5.9    |
| Broadwater      | 3,770             | 78.38             | 885              | 18.40            | 4,810  | 2,885   | 59.98  |
| Carbon          | 4,719             | 64.67             | 2,353            | 32.25            | 7,297  | 2,366   | 32.42  |
| Carter          | 760               | 88.99             | 75               | 8.78             | 854    | 685     | 80.21  |
| Cascade         | 22,419            | 59.65             | 14,021           | 37.31            | 37,583 | 8,398   | 22.34  |
| Chouteau        | 1,885             | 64.25             | 940              | 32.04            | 2,934  | 945     | 32.21  |
| Custer          | 4,208             | 72.59             | 1,385            | 23.89            | 5,797  | 2,823   | 48.7   |
| Daniels         | 778               | 81.81             | 154              | 16.19            | 951    | 624     | 65.62  |
| Dawson          | 3,627             | 78.20             | 894              | 19.28            | 4,638  | 2,733   | 58.92  |
| Deer Lodge      | 2,329             | 47.82             | 2,376            | 48.79            | 4,870  | -47     | -0.97  |
| Fallon          | 1,303             | 86.46             | 163              | 10.82            | 1,507  | 1,140   | 75.64  |
| Fergus          | 4,965             | 73.97             | 1,522            | 22.68            | 6,712  | 3,443   | 51.29  |
| Flathead        | 41,390            | 65.55             | 20,062           | 31.77            | 63,140 | 21,328  | 33.78  |
| Gallatin        | 32,695            | 46.78             | 34,938           | 49.98            | 69,897 | -2,243  | -3.2   |
| Garfield        | 756               | 94.50             | 39               | 4.88             | 800    | 717     | 89.62  |
| Glacier         | 1,939             | 38.18             | 2,933            | 57.76            | 5,078  | -994    | -19.58 |
| Golden Valley   | 440               | 85.44             | 67               | 13.01            | 515    | 373     | 72.43  |
| Granite         | 1,537             | 70.63             | 579              | 26.61            | 2,176  | 958     | 44.02  |
| Hill            | 3,871             | 56.89             | 2,634            | 38.71            | 6,804  | 1,237   | 18.18  |
| Jefferson       | 5,544             | 66.87             | 2,516            | 30.35            | 8,291  | 3,028   | 36.52  |
| Judith Basin    | 1,051             | 77.68             | 265              | 19.59            | 1,353  | 786     | 58.09  |
| Lake            | 9,880             | 58.43             | 6,510            | 38.50            | 16,910 | 3,370   | 19.93  |
| Lewis and Clark | 21,479            | 51.11             | 19,058           | 45.35            | 42,023 | 2,421   | 5.76   |
| Liberty         | 752               | 76.11             | 214              | 21.66            | 988    | 538     | 54.45  |
| Lincoln         | 8,909             | 75.57             | 2,615            | 22.18            | 11,789 | 6,294   | 53.39  |
| Madison         | 4,615             | 71.43             | 1,689            | 26.14            | 6,461  | 2,926   | 45.29  |
| McCone          | 931               | 86.04             | 129              | 11.92            | 1,082  | 802     | 74.12  |
| Meagher         | 888               | 75.77             | 256              | 21.84            | 1,172  | 632     | 53.93  |
| Mineral         | 2,049             | 72.33             | 689              | 24.32            | 2,833  | 1,360   | 48.01  |
| Missoula        | 27,306            | 37.52             | 42,903           | 58.95            | 72,773 | -15,597 | -21.43 |
| Musselshell     | 2,550             | 84.66             | 396              | 13.15            | 3,012  | 2,154   | 71.51  |
| Park            | 6,128             | 52.30             | 5,224            | 44.58            | 11,717 | 904     | 7.72   |
| Petroleum       | 284               | 87.65             | 37               | 11.42            | 324    | 247     | 76.23  |
| Phillips        | 1,753             | 80.08             | 385              | 17.59            | 2,189  | 1,368   | 62.49  |
| Pondera         | 1,972             | 69.14             | 782              | 27.42            | 2,852  | 1,190   | 41.72  |
| Powder River    | 963               | 87.07             | 131              | 11.84            | 1,106  | 832     | 75.23  |
| Powell          | 2,466             | 75.14             | 710              | 21.63            | 3,282  | 1,756   | 53.51  |
| Prairie         | 546               | 79.36             | 122              | 17.73            | 688    | 424     | 61.63  |
| Ravalli         | 20,617            | 68.94             | 8,485            | 28.37            | 29,904 | 12,132  | 40.57  |
| Richland        | 4,387             | 82.63             | 778              | 14.65            | 5,309  | 3,609   | 67.98  |
| Roosevelt       | 2,055             | 52.50             | 1,680            | 42.92            | 3,914  | 375     | 9.58   |
| Rosebud         | 2,466             | 66.77             | 1,095            | 29.65            | 3,693  | 1,371   | 37.12  |
| Sanders         | 6,150             | 76.22             | 1,705            | 21.13            | 8,069  | 4,445   | 55.09  |
| Sheridan        | 1,321             | 69.09             | 509              | 26.62            | 1,912  | 812     | 42.47  |
| Silver Bow      | 8,110             | 44.50             | 9,386            | 51.50            | 18,226 | -1,276  | -7.0   |
| Stillwater      | 4,699             | 79.56             | 1,056            | 17.88            | 5,906  | 3,643   | 61.68  |
| Sweet Grass     | 1,789             | 75.14             | 525              | 22.05            | 2,381  | 1,264   | 53.09  |
| Teton           | 2,533             | 70.99             | 927              | 25.98            | 3,568  | 1,606   | 45.01  |
| Toole           | 1,571             | 76.78             | 415              | 20.28            | 2,046  | 1,156   | 56.5   |
| Treasure        | 367               | 83.03             | 57               | 12.90            | 442    | 310     | 70.13  |
| Valley          | 3,019             | 74.01             | 935              | 22.92            | 4,079  | 2,084   | 51.09  |
| Wheatland       | 843               | 77.62             | 209              | 19.24            | 1,086  | 634     | 58.38  |
| Wibaux          | 463               | 84.80             | 71               | 13.00            | 546    | 392     | 71.8   |
| Yellowstone     | 50,460            | 62.00             | 28,392           | 34.88            | 81,391 | 22,068  | 27.12  |